# Eucalyptus aquilina
Eucalyptus aquilina (лат.) — кустарник или многоствольное дерево, вид рода Эвкалипт (Eucalyptus) семейства Миртовые (Myrtaceae), эндемик юго-запада Западной Австралии. У этого эвкалипта гладкая бело-серая кора, ланцетовидные, часто изогнутые листья, верхушечные или ромбовидные цветочные почки, цветки от белого до кремового цвета и конусообразные плоды на загнутом вниз цветоносе.

## Ботаническое описание
Eucalyptus aquilina — кустарник или многоствольное дерево высотой от 2 до 7 м с гладкок белой кору с серыми пятнами, образует лигнотубер. Листья на молодых растениях и на мелких побегах имеют ланцетную или яйцевидную форму и слегка различаются оттенком зелёного с разных сторон. Зрелые листья расположены поочерёдно, одинакового глянцевого тёмно-зелёного цвета с обеих сторон, ланцетовидной или изогнутой формы, от 70 до 135 мм в длину и от 12 до 25 мм в ширину, с основанием, сужающимся к черешку, имеющего 10-20 мм в длину. Цветочные почки располагаются в пазухах листьев на широком уплощённом цветоносе длиной от 12 до 35 мм от верхушкообразной до ромбовидной формы и от 28 до 32 мм в длину и от 23 до 38 мм в ширину, с коническим или округлым колпачком с небольшой точкой наверху. Цветёт с апреля по октябрь, цветки от белого до кремового цвета. Плоды имеют коническую форму с более узким концом к основанию, от 20 до 29 мм в длину и от 35 до 50 мм в ширину на изогнутой вниз плодоножке.

Eucalyptus aquilina
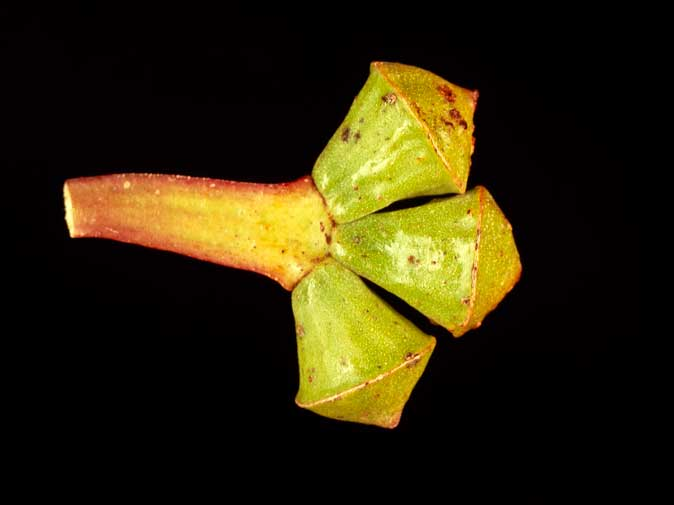
Цветочные бутоны
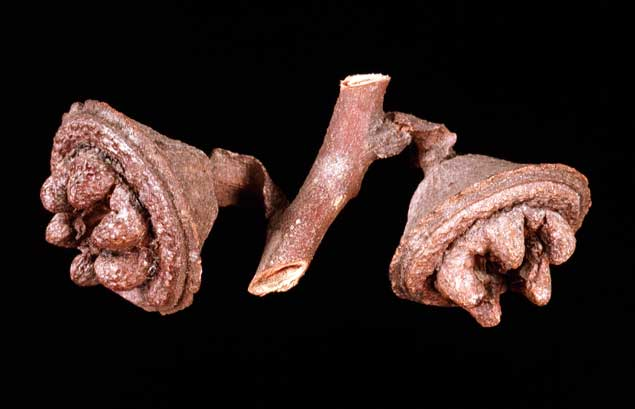
Плоды

## Таксономия
Вид Eucalyptus aquilina был впервые официально описан в 1974 году Иэном Брукером, который опубликовал описание в журнале Nuytsia из образцов, собранных им недалеко от Кейп-Ле-Гранд. Видовой эпитет — от латинского слова, означающего «орлиный», относящееся к лепесткам на плодах, напоминающих орлиный профиль.

## Распространение и местообитание
Эндемик Западной Австралии. Растёт в неглубоких долинах, руслах ручьёв и склонах холмов на небольшой территории национального парка Кейп-Ле-Гранд вдоль южного побережья, к востоку от Эсперанса. Произрастает в густых эвлалиптовых кустарниках на неглубоких почвах над гранитом.

## Охранный статус
Вид классифицируется как «приоритет четыре» Департаментом парков и дикой природы правительства Западной Австралии, что означает, что он встречается редко или находится под угрозой исчезновения. Международный союз охраны природы классифицирует природоохранный статус вида как «близкий к уязвимому положению».